# Rudy Plaate
Norman Rudy Plaate (Curaçao, 5 februari 1937) is een Curaçaose ondernemer, singer-songwriter en musicus. In de tweede helft van de 20ste eeuw vervulde hij een pioniersrol in het stimuleren van de Antilliaanse muziek. Hij wordt gerekend tot de grootste artiesten die Curaçao heeft voortgebracht.

## Leven
Rudy Plaate is de zoon van Agnes Plaate en Hugo Bakhuis, Curaçaos ondernemer. In zijn jeugd tenniste hij met zijn jongere broer Leo en kreeg hij van zijn vader tennisles. Hij werd in de jaren 1950 driemaal Curaçaos jeugdkampioen en vervolgens meermalen Curaçaos en Antilliaans kampioen. Zijn top bereikte hij in 1969 toen hij kampioen werd in alle tenniscategorieën. Later was hij jarenlang tennistrainer van Asiento. 
Na het afmaken van de Mulo aan de Hendrikschool begon hij te werken met zwaar materiaal bij de steenbrekerij in Koraal Specht. Hierna werd hij zelfstandig ondernemer. Hij begon een fruitstalletje en werd later eigenaar van Fruteria Altagracia nabij het winkelcentrum Zuikertuintje. Ook was hij mede-eigenaar van het 'A.P.I. Export Fruit' in Miami, runde hij vijftien jaar lang de supermarkt Rudi's en zette hij het kantorengebouw Douwe Zalm Center op.
In 1959 trouwde hij Emmy Bergonje (1934-2019) en samen kregen zij twee zoons en twee dochters. Plaate lijdt sinds begin jaren 2020 aan dementie.

## Muzikale carrière
Al op zijn zesde jaar bespeelde Plaate elk instrument dat hij in handen kreeg. Zijn eerste lied, de wals Felisidat, componeerde hij op 17-jarige leeftijd. Een jaar later zong hij in het zondagmiddagprogramma van Lucille Berry-Haseth bij radio Curom en werd een van de eerste Curaçaose artiesten die een radiocontract aangeboden kreeg. In 1957 werd hij ontdekt door de Wereldomroep met het uitschrijven van een prijsvraag. Zijn winnend liedje was Marciano. Een jaar later bracht hij met medewerking van een Nederlandse firma de hit Felicidat op een plaat uit. In de jaren zestig richtte hij het kinderkoor 'Perlitas' op, waarvan hij lange tijd de leiding had. Een bekend koorlid was Izaline Calister.
Tijdens zijn artistieke carrière van meer dan vier decennia schreef en publiceerde hij meer dan 400 liederen, waaronder ook kerk- en kinderliederen. Zijn composities met tekst in het Papiaments omvatten verschillende muziekgenres, zoals wals, meringue, calypso, bolero, simadan en tumba. Edgar Palm omschreef Plaate in zijn boek Muziek en Musici van de Nederlandse Antillen als een 'Antilliaanse volkstroubadour', voor radio-DJ Erik (Erikisimo) Hooi is hij een protestzanger en Ronny Rens noemde hem een zingende geschiedschrijver. Rudy Plaate werd met name bekend om zijn teksten waarin hij actuele gebeurtenissen, problemen en de waardevolle dingen van zijn volk bezingt. Voorbeelden zijn de protestliedjes Si mi bira gouverneur (Als ik gouverneur werd) en Gas a kaba (Het gas is op). Het liedje Santa Maria, over de kaping in 1961 van het Portugese passagiersschip tijdens het bewind van dictator Salazar, belandde via Portugese mariniers in Portugal waar het liedje ook een hit werd. Tot zijn beroemdste en meest iconische composities behoort het liedje Atardi, waarin hij de schoonheid en het verdriet van Curaçao tijdens de middaguren beschrijft. Atardi geldt als het officieuze volkslied van Curaçao en Aruba. Van zijn liedjes werd ongeveer 80% een hit op Curaçao, hetgeen Plaate snel tot een bijzonder populaire artiest maakte. Hij kreeg de bijnaam de zingende groenteboer. In augustus 1973 trad hij in Nederland op voor radio en televisie met de Twinkle Stars en maakte hij opnames voor een langspeelplaat.
Over het leven en de muzikale erfenis van Plaate verscheen in 2020 de documentaire Atardi, the life of Curaçao's musical genius Rudy Plaate van filmmaker Selwyn de Wind. In 2004 werd hem, tezamen met Chin Behilia, de prestigieuze cultuurprijs Cola Debrotprijs toegekend. Deze prijs weigerde hij te aanvaarden. In 2014 ontving hij de Tapushi Literario.

## Discografie

### Albums/CDs
- 1973 - Rudy Plaate
- 1998 - Perlitas
- 2002 - Rudy Plaate Kolekshon I & II
- 2005 - Rudy Plaate ku homenahe na Tipico Boneriano
- Rudy Plaate and Perlitas - Ola, ola, ola
- Recordar es Vivir
- Recordando Ayera
- Rudy Plaate's Golden Ones
- ALM & Rudy in Bonaire
- Kolekshon Rudy Plaate Vol. I
- Fo'i mi Kurason (met Norman Moron)
- Mi Oma a bin di Afrika

### Singles
Plaate heeft veel van zijn singles uitgebracht onder "Erma", een eigen label.
- ca. 1954 - Respeta polis
- 1958 - Pobre luna/Boda triste (composities van Plaate gezongen door Hortance Sarmaat)
- 1959 - Felisidat
- 1960 - Speransa
- 1960 - Birgen di Ararat/Pober wela
- 1961 - Si mi bira gouverneur
- 1961 - Santa Maria
- 1970 - Perlitas
- 1972 - Nochi di Pascu/Mi'n por keda afó
- 1972 - Solitaria/Rikiti rikita
- Sylvia/Marciano
- Aventura na Hato
- Solo sali
- Masha Pabien
- Atardi
- Please, hold on/Contigo
- Musical souvenirs: Curaçao
- Coraline
- Elia /Mata........Dale